# The Hill Where Lionesses Roar
The Hill Where Lionesses Roar (en francès, La colline où rugissent les lionnes; en albanès, Luaneshat e kodrës) és una pel·lícula dramàtica de 2021 dirigida per Luàna Bajrami. Coproducció de companyies de França i Kosovo, la pel·lícula se centra en els personatges de Qe (Flaka Latifi), Jeta (Urate Shabani) i Li (Era Balaj), tres adolescents kosovars que formen una banda i es dediquen a petits crims mentre esperen impacients poder anar a la universitat i escapar de l'avorriment del seu poblet. S'ha subtitulat al català.
Un fragment de la pel·lícula es va projectar a la secció Work in Progress del Festival de Cinema de Les Arcs l'any 2019. La pel·lícula es va estrenar al programa de la Quinzena dels Directors del Festival de Canes de 2021, on va ser nominada a la Queer Palm.